# Cheshmeh Ţabarī
Cheshmeh Ţabarī (persiska: چشمه طبری) är en ort i Iran.   Den ligger i provinsen Nordkhorasan, i den nordöstra delen av landet, 500 km öster om huvudstaden Teheran. Cheshmeh Ţabarī ligger 1 224 meter över havet och antalet invånare är 111.
Terrängen runt Cheshmeh Ţabarī är varierad. Runt Cheshmeh Ţabarī är det ganska glesbefolkat, med 27 invånare per kvadratkilometer. Närmaste större samhälle är Showqān, 6,8 km nordost om Cheshmeh Ţabarī. Omgivningarna runt Cheshmeh Ţabarī är i huvudsak ett öppet busklandskap.